# Siedlung Schatzacker
Die Siedlung Schatzacker bei Bassersdorf wurde 1932 gegründet. Sie war die wichtigste Siedlung in der Schweiz auf der Grundlage der Freiwirtschaft. Die Trägerin der Siedlung wurde 2007 aufgelöst. Das Vermögen der Genossenschaft floss gemeinnützigen Verbänden zu.

## Geschichte
Bereits in den 1890er Jahren hatte es im nördlich von Zürich gelegenen Bülach den Versuch einer bodenreformerischen Genossenschaftssiedlung gegeben. Initiator des Obstbaugenossenschaft Heimgarten genannten Projektes, das 1907 in Konkurs ging, war der Volkswirt, Lebensreformer und Theosoph Julius Sponheimer. Anfang der 1930er Jahre weckte Werner Zimmermann, unter anderem ein Anhänger der Freiwirtschaftsbewegung Silvio Gesells, neues Interesse an der Siedlungsidee. Impulse in diesem Zusammenhang hatte Zimmermann unter anderem von Duchoborzen empfangen, deren Siedlungen in British Columbia er während einer Weltreise besucht hatte. Ein weiterer Anstoß für ihn war die Obstbau-Siedelung Eden bei Oranienburg, die er anlässlich eines vegetarischen Kongresses kennengelernt hatte. Zimmermann, der die bodenreformerische Siedlungsidee mit Gesellschen Freilandutopie verband, fand in dem Zürcher Reformhausbesitzer Rudolf Müller (1899 bis 1986) sowie in Paul Enz (1898 bis 1991), dem Mitbegründer des Wirtschaftsring WIR, die entscheidenden Mitstreiter. Rudolf Müller war es schließlich, der das Siedlungsprojekt konkret umsetzte, allerdings unter Mitwirkung der beiden anderen Genannten.
Im Mai 1932 kaufte das Reformhaus Müller rund 73 000 Quadratmeter Land, zwei Monate später wurde die Siedlungs- und Gartenbau-Genossenschaft (SIGA) gegründet, die den Boden übernahm. Im Herbst 1931 standen die ersten Häuser. Unterstützt wurde das Projekt durch den in Bassersdorf ansässigen Bauunternehmer Alfred Spaltenstein und den Architekten Hermann Schürch. Beide gehörten dem Vorstand der SIGA an. Etwa ein Drittel des Geländes war für eine Gemeinschaftswiese reserviert.
In der Siedlung lebten 1937 13 Familien und sechs alleinstehende Personen, insgesamt 39 Erwachsene und 22 Kinder. Sie wohnten in 13 Einzel- und zwei Dreifamilienhäusern. Unter ihnen waren die Schauspielerin Elsie Attenhofer und der Kabarettist Max Werner Lenz. Später zog auch Elsie Attenhofers Ehemann, der Germanist Karl Schmid, in die Siedlung.
Die Erzeugnisse einer biologischen Gärtnerei fanden zeitweise einen guten Absatz, der zum Teil über den Wirtschaftsring WIR organisiert wurde. Eine Töpferei dagegen erwies sich als nicht existenzfähig und musste ihren Betrieb wieder einstellen. 1938 verkaufte die SIGA Parzellen den einstigen Pächtern, blieb aber als Genossenschaft bis 2007 bestehen.

## Grundlagen
Die SIGA legte die Ziele und den Zweck der Siedlung in Bassersdorf wie folgt fest:

„Die Siga (Siedlungs- und Gartenbau-Genossenschaft) ist eine gemeinnützige Genossenschaft und hat die Pflege und Förderung der körperlichen und ethischen Gesundung des Volksganzen zum Ziel. Sie erstrebt:
1. Fortschreitende Entschuldung des Grund und Bodens und dessen Übergabe an die Allgemeinheit als unveräusserlichen und unverschuldbaren Besitz der Allgemeinheit.
2. Verpachtung von Gartenland und gesunden, billigen Wohnhäusern mit Erbrecht.
3. Förderung des natürlichen Landbaus und einer gesunden Lebensweise.
4. Harmonische Erziehung und Unterweisung in nützlichen Handwerken und Wissenschaften.
5. Schutz der erwerbstätigen Frau und Mutter (Mutterrente)“

Zimmermann bezeichnete die Siedlung als einen Schritt des Übergangs: Sie will das gesicherte Einkommen des städtischen Berufs nach Möglichkeit verbinden mit den Vorzügen des Landlebens.